# Александър Гордън Ленг
Александър Гордън Ленг (на английски: Alexander Gordon Laing) е шотландски пътешественик, изследовател на Западна Африка, първият европеец достигнал до Тимбукту с изследователска цел.

## Ранни години (1793 – 1821)
Роден е на 27 декември 1793 година в Единбург, Шотландия, в семейство на учителя Уилям Ленг. Основното си образование получава от баща си, а след това завършва Единбургския университет. През 1811 г. Ленг заминава за остров Барбадос на гости на чичо си полковник Гейбриел Гордън и постъпва на служба в пехотния полк, разквартируван на острова. Повече от 10 години Ленг служи на Барбадос, а през 1821 вече като капитан е преведен в кралския африкански корпус разположен в Сиера Леоне.

## Изследователска дейност (1821 – 1826)
Същата година (1821), Ленг представя на командването на корпуса проект за изследователска експедиция в Тимбукту, която се надява лично да организира и моли единствено за отпуск и съдействие за получаване на необходимите инструменти. Проектът му е отхвърлен от командването, но още на другата година получава разрешение за пътешествие във вътрешността на континента, като е натоварен с дипломатическа мисия до управителя на страната Сулима, да установи търговски отношения с местното население и по възможност да пресече търговията с роби в региона. Междувременно Ленг изследва и картира реките Голям и Малък Скарсис в Сиера Леоне.

### Експедиция към изворите на река Нигер (1822)
Пътешествието започва в началото на април 1822 г. и продължава няколко месеца. Изкачва се по река Рокел (вливаща се в Атлантическия океан при Фрийтаун) и достига до Фалаба 8°13′ с. ш. 12°33′ з. д. / 8.216667° с. ш. 12.55° з. д., главния град на Сулима, от където, както му казват, има само три дни път до изворите на река Нигер. Поради противодействието на местното население Ленг не успява да достигне до изворите на реката. Успява да се добере единствено до изворите на Рокел, от където вижда на около 40 км на север планината Лома с връх Бинтимани (1946 м) – най-високата точка на Леоно-Либерийския масив. След като извършва барометрични измервания, установява че изворите на река Нигер са на височина около 470 м и доказва, че реката не може да се свързва с Нил, както се е твърдяло по това време.
След завръщането си от експедицията Ленг написва книгата „Travels in Timannee, Kooranko and Soolima countries in Western Africa“ (в превод: „Пътешествие в страните Тимани, Куранко и Сулима в Западна Африка“), която е издадена в Лондон през 1825 г.
През 1823 – 1824 взема активно участие в англо-ашантската война, след което се завръща с чин майор в Англия.

### Първо европейско изследователско посещение на Тимбукту (1825 – 1826)
Няколко месеца след завръщането му е предложено да оглави британска правителствена експедиция от Триполи през Сахара до Тимбукту и подробно изследване басейна на Нигер. През февруари 1825, Ленг напуска Англия, пристига в Триполи, на 14 юли се жени за дъщерята на британския консул в Триполи и след два дни тръгва на път.
От Триполи тръгва на юг до Феццан, а оттам на запад през оазисите Гадамес (октомври), Ин-Салах, Тидикелт и Туат (декември), където е добре приет от местните туареги. На 10 януари 1826 Ленг напуска Туат и се отправя към Тимбукту. По пътя експедицията страда от болести и нападения на туареги и Ленг получава множество леки рани в боевете с берберите. Много скоро в кервана се разразява епидемия от дезинтерия, всичките му европейски спътници умират и Ленг остава сам, само със своя слуга. На 13 август 1826 достига града на своята мечта – Тимбукту, като става първият европеец, който посещава града с изследователска, а не с търговска или друга цел.
В Тимбукту Ленг прекарва 38 дни, след което, усещайки враждебността на местното население и опасявайки се за живота си тръгва обратно. В последното изпратено от него писмо от 21 септември съобщава, че възнамерява да се движи на югозапад към Сегу, в горното течение на Нигер. На 23 септември 1826 г. Ленг потегля на път, но три дни по-късно е убит. Вестта за това е донесена две години по-късно в Триполи от неговия слуга – свидетел на гибелта му.
По време на цялото си пътешествие Ленг изпраща непрекъснато писма до Англия, няколко от които стигат до местоназначението си, но като цяло експедиционните му записки изчезват.